# Markus Glaser
Markus Glaser (Šyrokolanivka, 25 aprile 1880 – Iași, 25 maggio 1950) è stato un vescovo cattolico rumeno.

## Biografia
Monsignor Markus Glaser nacque a Šyrokolanivka, oggi in Ucraina, il 25 aprile 1880. La sua era una famiglia di origine tedesca deportata dal governo zarista.

### Formazione e ministero sacerdotale
Studiò al seminario cattolico romano di Saratov e poi al Pontificio collegio germanico-ungarico a Roma dove conseguì il dottorato in filosofia e teologia.
Il 24 giugno 1905 fu ordinato presbitero a Minsk. Nel 1907 divenne professore di teologia dogmatica presso il seminario di Saratov e canonico della cattedrale nella stessa città. Nel 1916 fu trasferito nella città di Chișinău dove venne nominato decano della Bessarabia. Dal 1917 al 1920 prestò servizio come vicario generale della Bessarabia. Rimase in quelle terre fino al 1918, quando divennero parte del Regno di Romania. Per i suoi meriti il 5 febbraio 1924 venne nominato cameriere pontificio e il 31 ottobre 1930 prelato domestico di Sua Santità.
Il 1º settembre 1939 i gesuiti guidati da padre Florentin Idoate lasciarono la direzione del seminario diocesano di Iași. La loro opera fu notevole, solo nel 1939 vennero ordinati 33 nuovi presbiteri. Markus Glaser venne nominato rettore del seminario diocesano di Iași che passava dunque alla guida diocesana. Lavorò a stretto contatto con il vescovo Mihai Robu e con i 47 studenti e i 58 candidati al presbiterato. Questi studenti ricevettero un nuovo stile di istruzione: frequentavano gli stessi corsi presso il seminario e alla Scuola di applicazione di Iași. Come rettore, monsignor Glaser insistette per portare nuovi insegnanti che costituissero "solide fondamenta della generazione di sacerdoti che affronteranno le persecuzioni del regime comunista".

### Ministero episcopale

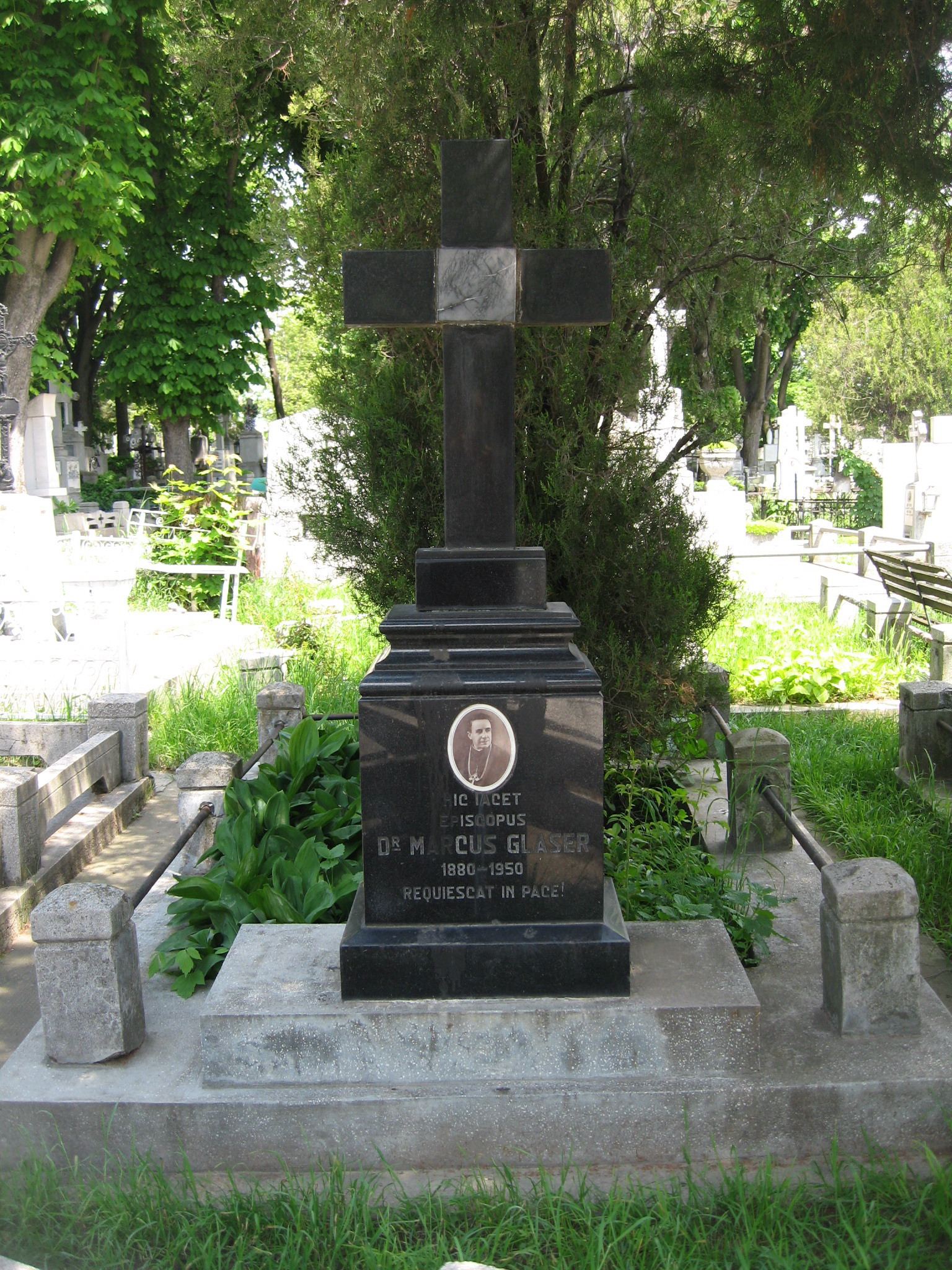
Tomba di monsignor Glaser nel cimitero "Eternitatea" di Iași.

Il 26 luglio 1942 dovette lasciare la guida del seminario diocesano di Iași in quanto la Santa Sede lo aveva nominato nuovo superiore della missione cattolica in Transnistria con residenza a Odessa, oggi in Ucraina.
Il 10 giugno 1943 papa Pio XII lo nominò vescovo titolare di Cesaropoli. Ricevette l'ordinazione episcopale il 25 luglio successivo a Odessa dall'arcivescovo Andrea Cassulo, nunzio apostolico in Romania, coconsacranti l'arcivescovo metropolita di Bucarest Alexandru Theodor Cisar e il vescovo di Iași Mihai Robu.
Tra il 1942 e il 1944 le truppe delle Schutzstaffel cercarono spesso di impedirgli di svolgere la sua attività religiosa tra la popolazione cattolica intorno a Odessa. Dal momento che le lotte sul fronte orientale si stavano avvicinando al territorio della Transnistria a causa degli sviluppi sfavorevoli per gli eserciti del Regno di Romania e della Germania nazista, monsignor Glaser fuggì in Romania.
Il 27 settembre 1944 morì monsignor Mihai Robu. Il 18 ottobre 1944 monsignor Glaser divenne amministratore apostolico della diocesi di Iași per regolarizzare la situazione nell'attesa della nomina di un nuovo vescovo. Aveva il difficile compito di ricostruire la vita ecclesiastica in Moldavia che era stata fortemente colpita durante la seconda guerra mondiale. Il seminario di Iași, ad esempio, era in gran parte distrutto dai combattimenti. Monsignor Glaser lo riaprì nell'autunno del 1945.
La nunziatura apostolica in Romania inviò due richieste al Ministero della cultura, il 12 aprile e l'11 giugno 1945, nelle quali si chiedeva il riconoscimento ufficiale di monsignor Glaser come amministratore apostolico della diocesi di Iași ma non ricevette alcun riscontro. L'8 aprile 1946 il ministro per gli affari religiosi Mihai Ralea informò il nunzio apostolico Andrea Cassulo che il governo comunista non era in grado di dare a monsignor Glaser il riconoscimento giuridico dovendo "procurarsi un parere favorevole da parte della Commissione alleata per il controllo" , basandosi sul pretesto che il vescovo era in Ucraina. Disse anche: "Per i buoni rapporti con il grande alleato in Oriente, non possiamo fare atti che ci metterebbero in un atteggiamento equivoco e inappropriato".

## Genealogia episcopale
La genealogia episcopale è:
- Cardinale Scipione Rebiba
- Cardinale Giulio Antonio Santorio
- Cardinale Girolamo Bernerio, O.P.
- Arcivescovo Galeazzo Sanvitale
- Cardinale Ludovico Ludovisi
- Cardinale Luigi Caetani
- Cardinale Ulderico Carpegna
- Cardinale Paluzzo Paluzzi Altieri degli Albertoni
- Papa Benedetto XIII
- Papa Benedetto XIV
- Papa Clemente XIII
- Cardinale Marcantonio Colonna
- Cardinale Hyacinthe Sigismond Gerdil
- Cardinale Giulio Maria della Somaglia
- Cardinale Carlo Odescalchi, S.I.
- Cardinale Costantino Patrizi Naro
- Cardinale Lucido Maria Parocchi
- Cardinale Alfonso Maria Mistrangelo, Sch.P.
- Arcivescovo Andrea Cassulo
- Vescovo Markus Glaser